# ノボリリュウ
ノボリリュウもしくはノボリリュウタケ（昇龍・昇龍茸、学名: Helvella crispa）はチャワンタケ亜目ノボリリュウタケ科ノボリリュウ属に属するキノコ。別名ズキンカブリ（頭巾被）。ヨーロッパでは elfin saddles（妖精の鞍）ともよばれている。近縁種に柄が細く、溝のないアシボソノボリリュウ（Helvella elastica）、傘の表面が黒色、茎が汚白色のクロノボリリュウ（Helvella lacunosa）がある。

## 名称
本種はノボリリュウタケともノボリリュウとも呼ばれる。和名の由来は、鞍形の頭部と縦方向に深いしわひだのある柄のある様子が、勢いよく天に昇る龍を想像させるから。そのほか地方名として、ズキンカブリ・ボッチキノゴ（秋田県）ともよばれる。
学名の種小名 crispa は、ラテン語の形容詞で、「しわ」または「巻き毛」の意味。

## 分布・生態
北半球の雑木林に分布し、ユーラシアと北アメリカに分布し、日本では離島など一部を除く全土で発生する。
夏から秋にかけて、広葉樹林や針葉樹林の林床に、単生から群生する。腐生菌または菌根菌。子囊菌類のキノコの一つ。

## 形態
頭部径は3 - 5センチメートル (cm) 。
頭部表側は胞子ができる子実層面である。胞子はこの子嚢の中でつくられ、胞子は楕円形で平滑であり、内部に1個の大きな油球があり、無色。表面は平滑で淡黄土色～淡クリーム色。頭部は膜質で、中央で2つに折れ曲がり、馬の鞍の形やハート形をしている。しかし、しばしば歪み波打ち、形状はやや不規則で、縁はときに切れ込み波打ち、形はしわが多くはっきりしない。あえていうならば鞍の形をした脳のような形。
頭部裏側は表側と同色で、はじめ軟毛がある。
柄の高さは5 - 10センチメートル (cm) 。柄は中が空洞すなわち中空で、顕著な縦じわが根元まで何本も走っている。このしわが深いため、数本の柄が集まっているように見える。色は頭部と同色で類白色、上下同大または下方に太い。つばやつぼはなし。
肉は表面と同色であり、肉はごく薄く、弾力があり、無味無臭。

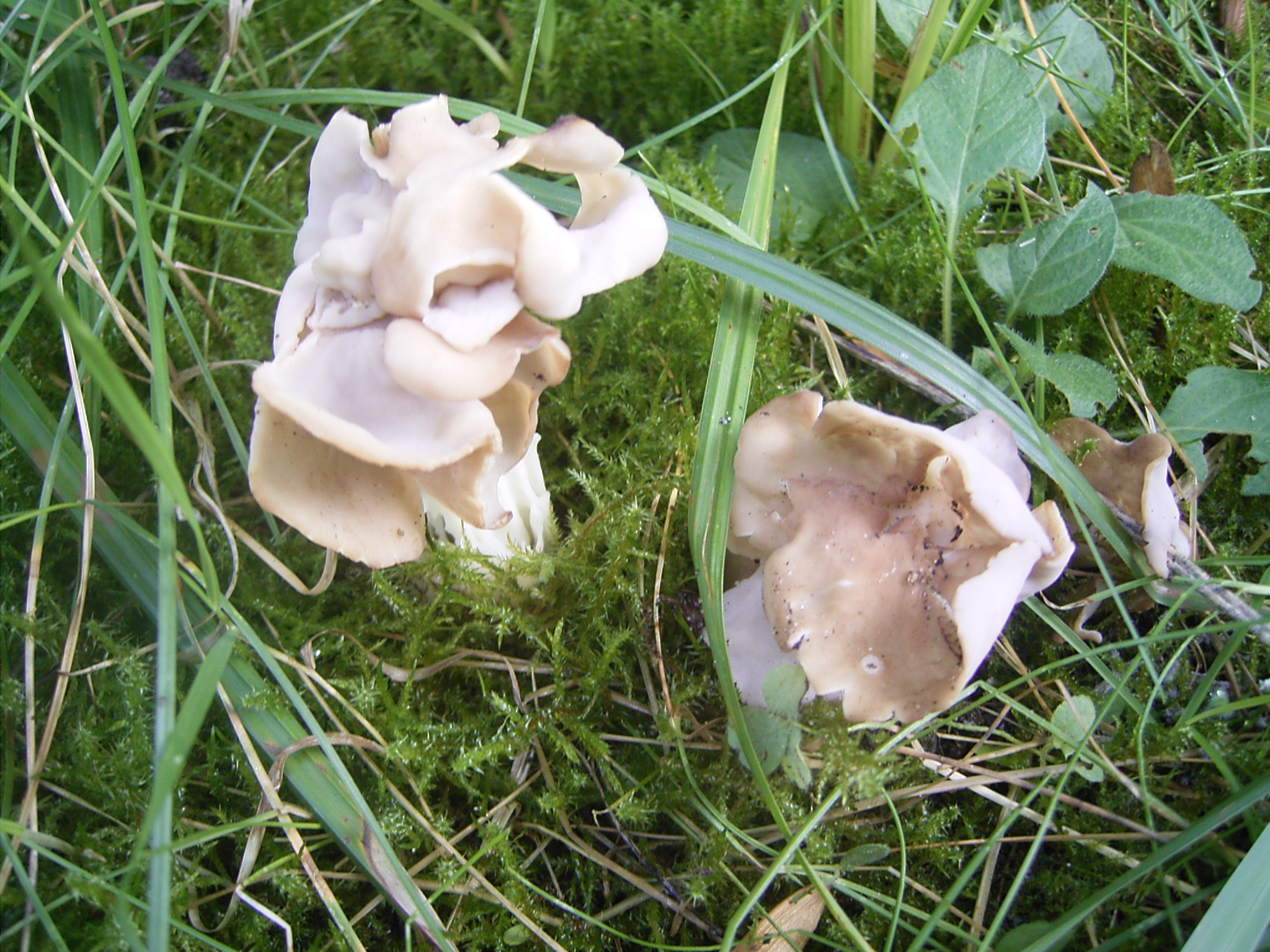
草地に発生したノボリリュウタケ
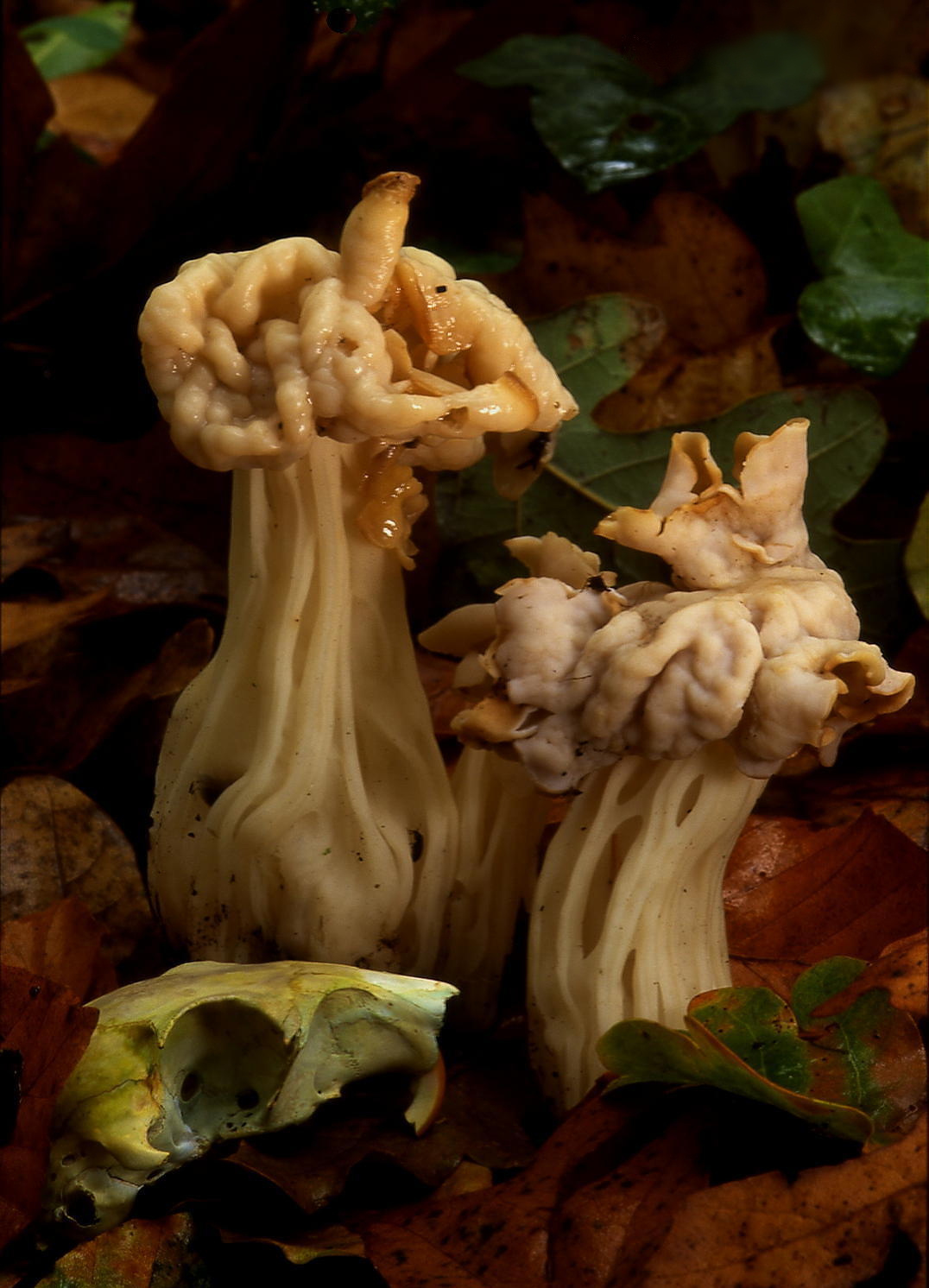
頭部はシワ状
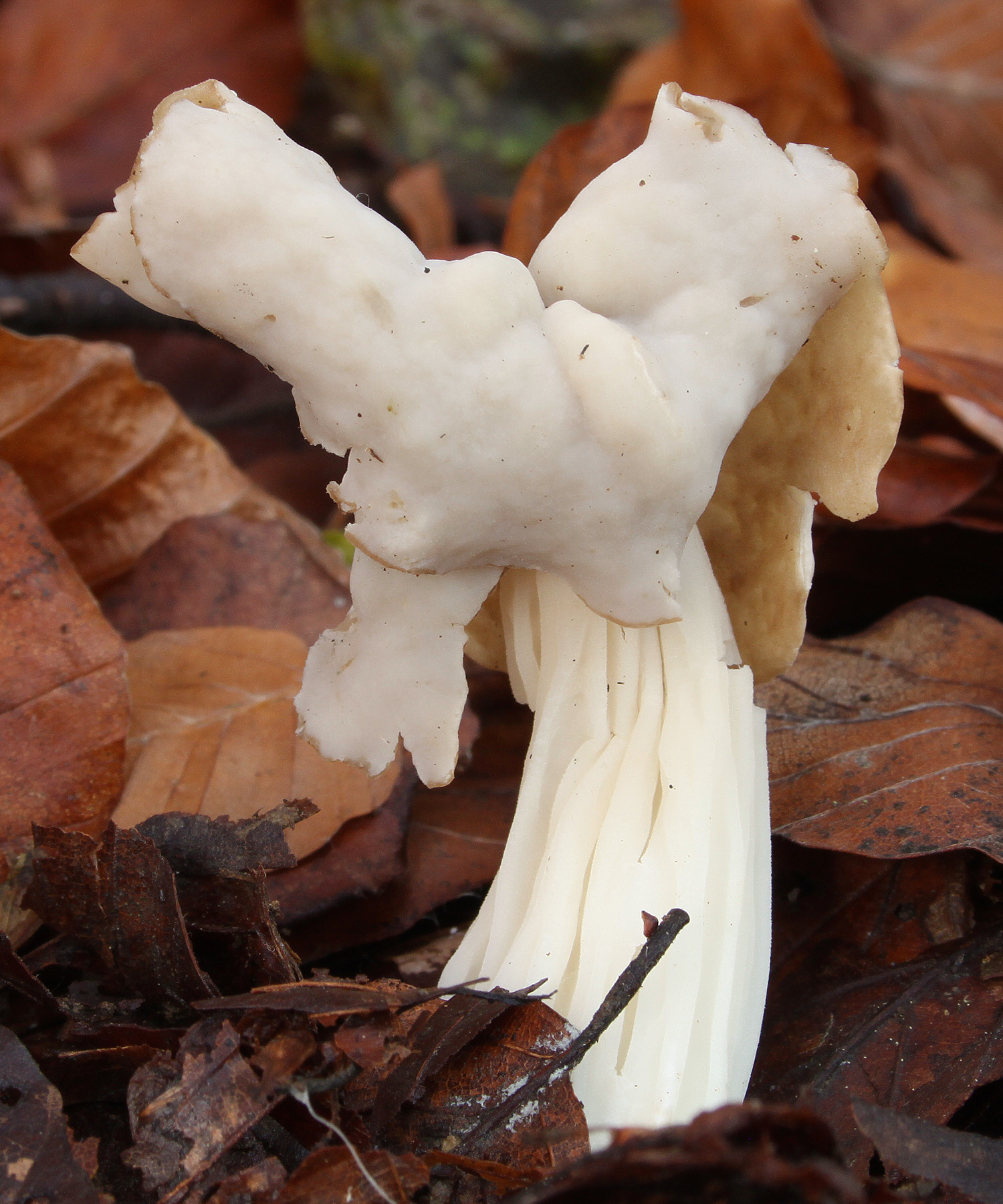
さまざまな形のものがある

## 利用

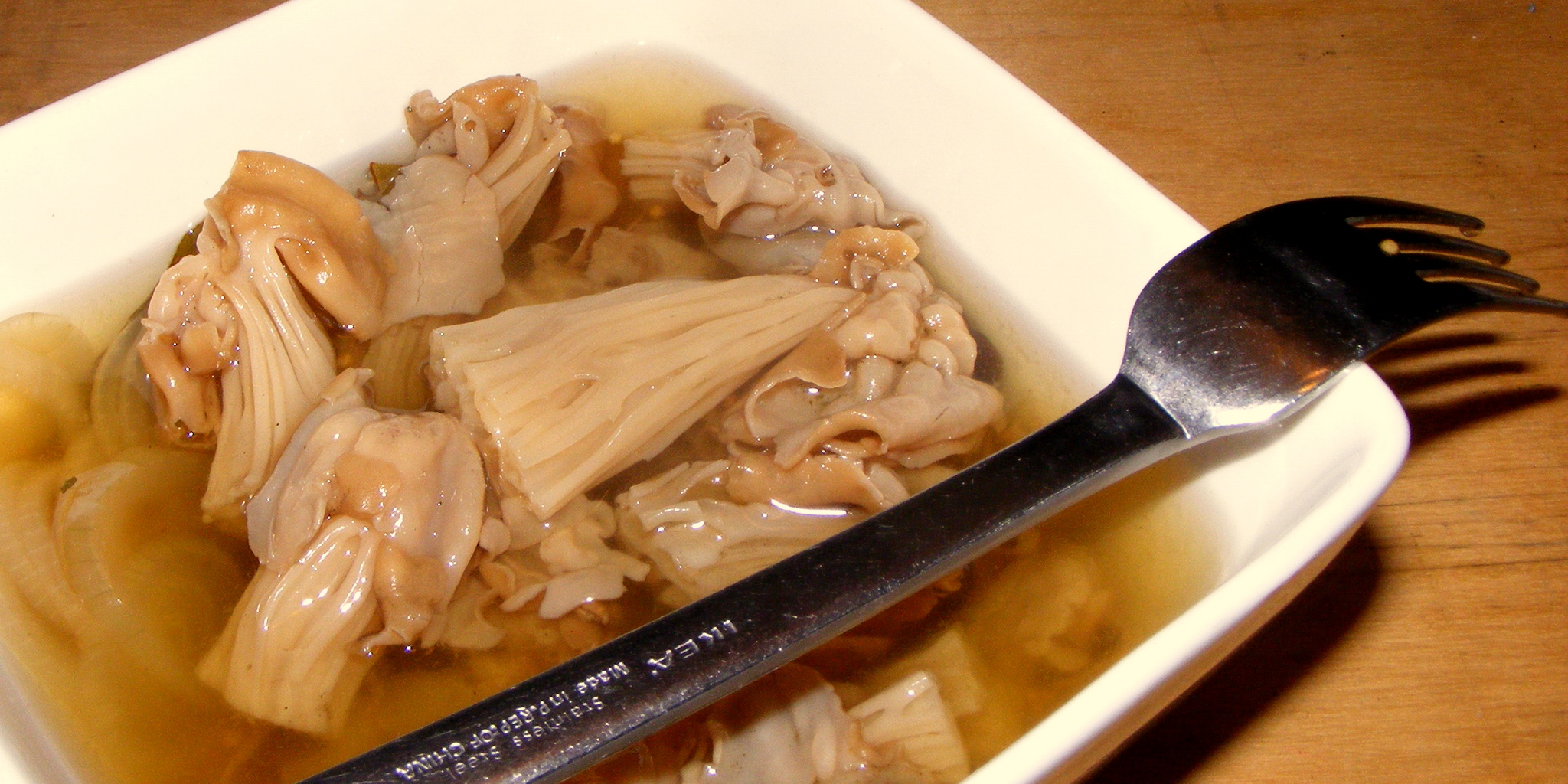

白ワインやハーブを使った西洋料理におすすめのキノコである。ただし、微量ながらジロミトリンが検出されているため、軽いヒドラジン中毒を起こすため、大量に食べたり、生で食べることは控えるべきであり、要加熱である。
味噌汁、お吸い物、炊き込みご飯、酢の物、和え物、煮込み、雑煮、鍋物、天ぷら、フライ、佃煮、茶碗蒸し、塩焼き、味噌焼き、たれ焼きなど、主要な和食に合う。また、ポタージュ、コンソメ、煮込み、ピクルス、マリネ、ピラフ、コロッケ、グラタン、ピザ、シチュー、オムレツ、ホイル焼きなど、洋食に大いに合う。さらに中華スープ、チャーハン、油炒め、煮込む、あんかけ、ギョーザ、シュウマイなどの、中華料理にも合う。
食菌ともされるが、量は少ないもののジロミトリンという毒成分が検出されていることから、生食や多食では軽い中毒を引き起こすものと考えられ、十分に火を通さないと胃腸系の中毒のほか、肝臓や腎臓の機能障害をもたらす可能性も指摘されている。